# Kriegerdenkmal (Vert-le-Grand)

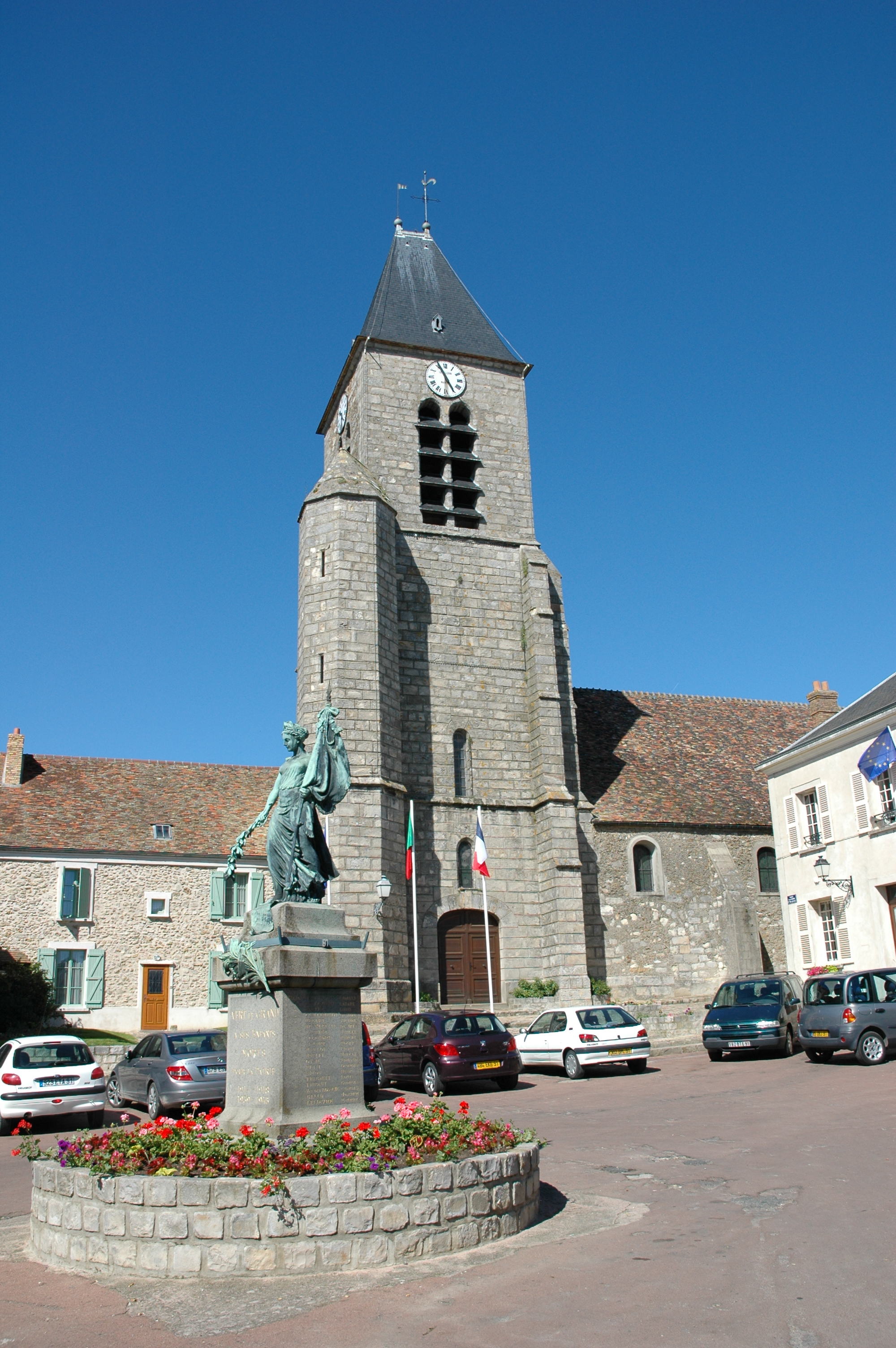
Kriegerdenkmal in Vert-le-Grand, dahinter die Kirche Saint-Germain

Das Kriegerdenkmal in Vert-le-Grand, einer französischen Gemeinde im Département Essonne in der Region Île-de-France, wurde 1922 errichtet. Das Kriegerdenkmal an der Place de la Mairie, vor der Kirche Saint-Germain, erinnert an die Militärangehörigen aus Vert-le-Grand, die im Ersten und Zweiten Weltkrieg getötet wurden. 
Auf einem rechteckigen Steinsockel steht die bronzene Skulptur der Siegesgöttin mit einem Palmwedel in der rechten und einer Fahne in der linken Hand.